# Municipio de Jackson (condado de Boone, Iowa)
El municipio de Jackson (en inglés: Jackson Township) es un municipio ubicado en el condado de Boone en el estado estadounidense de Iowa. En el año 2010 tenía una población de 716 habitantes y una densidad poblacional de 7,54 personas por km².

## Geografía
El municipio de Jackson se encuentra ubicado en las coordenadas 42°4′55″N 93°46′00″O / 42.08194, -93.76667. Según la Oficina del Censo de los Estados Unidos, el municipio tiene una superficie total de 95 km², de la cual 94,97 km² corresponden a tierra firme y (0,02 %) 0,02 km² es agua.

## Demografía
Según el censo de 2010, había 716 personas residiendo en el municipio de Jackson. La densidad de población era de 7,54 hab./km². De los 716 habitantes, el municipio de Jackson estaba compuesto por el 98,32 % blancos, el 0,98 % eran de otras razas y el 0,7 % eran de una mezcla de razas. Del total de la población el 1,96 % eran hispanos o latinos de cualquier raza.